# Damas Gratis
Damas Gratis é um grupo musical argentino de cumbia villera criado em 2000 por Pablo Lescano e Fabian Nuñez, em San Fernando, Buenos Aires. Suas influências musicais provêm da cumbia sonidera.

## Discografia
| Ano  | Álbum                                 | Gravadora      |
| ---- | ------------------------------------- | -------------- |
| 2000 | Para los pibes                        | DBN            |
| 2001 | Hasta las manos                       | DBN            |
| 2001 | Operación Damas Gratis                | DBN            |
| 2002 | 100% Negro cumbiero                   | DBN            |
| 2005 | Sin remedio                           | Magenta Discos |
| 2006 | Solo para entendidos                  | Magenta Discos |
| 2007 | La gota que rebaso el vaso            | Pelo Music     |
| 2009 | 10 años de oro - Ao vivo no Luna Park | Pelo Music     |
| 2011 | Esquivando el éxito                   | EMI            |